# Sac la mort
Pour plus de détails, voir Fiche technique et Distribution.
Sac la mort est le deuxième long métrage du réalisateur français Emmanuel Parraud, sorti en 2017. Tourné à La Réunion à Piton Saint-Leu, avec des acteurs non professionnels dans les rôles principaux, le film est le premier long métrage en créole réunionnais sélectionné au festival de Cannes en 2016, dans la programmation de l'ACID.

## Fiche technique
- Réalisation : Emmanuel Parraud
- Scénario : Emmanuel Parraud
- Photographie : Benjamin Echazarreta, Prune Saunier-Dardant
- Son : Alain Rosenfeld, Tristan Pontécaille, Nikolas Javelle
- Montage : Grégoire Pontécaille
- Production : Emmanuel Parraud, Cédric Walter
- Société de production : À Vif Cinémas, Spectre Productions
- Pays d'origine :  France
- Langue originale : créole réunionnais, sous-titrage en français et anglais
- Format : couleur
- Genre : drame
- Durée : 78 minutes
- Date de sortie en France : 2017

## Distribution
- Patrice Plannesse
- Charles-Henri Lamonge
- Martine Talbot
- Camille Bessiere-Mithra
- Cyril Minatchy Petchy
- Nagibe Chader
- Didier Ibao
- Honorine Tierpied
- Patrick Renaud
- Béatrice Maillot
- Edmée Silotia
- Fabrice Boutet
- Jean-Paul Tsang Chun Sze
- Judicaël Pause
- Mickael Abelard
- Georges Michel Haurice
- Rudy Haurice
- Francis Convert
- Steve Modeste
- Aurélien Bonzon
- Virgile Gardebien

## Distinctions
Le film a été nommé dans plusieurs festivals :
- 2015 : Festival du film de Belfort- Entrevues
- 2016 : Luxor African Film Festival 2016 (Égypte), mention spéciale[1]
- 2016 : Festival de Cannes, programmation de l'ACID[2]
- 2016 : Festival International du Film Insulaire de Groix
- 2016 : Festival du film francophone à Vienne
- 2017 : Festival Régional et International du Cinéma de Guadeloupe
- 2017 : Rencontres Cinéma de Manosque
- 2017 : Travelling, Rennes
- 2017 : Rencontres cinématographiques de Pézenas[3]